# Томас Прагер
Томас Прагер (нім. Thomas Prager, нар. 13 вересня 1986, Відень) — австрійський футболіст, півзахисник кіпрського клубу «Етнікос» (Ахнас) та національної збірної Австрії.

## Клубна кар'єра
У дорослому футболі дебютував 2003 року виступами за команду нідерландського клубу «Геренвен», в якій провів п'ять сезонів, взявши участь у 57 матчах чемпіонату.
Згодом з 2008 по 2011 рік грав у складі команд клубів ЛАСК (Лінц) та «Люцерн».
До складу клубу «Рапід» (Відень) приєднався на умовах оренди 2011 року. Протягом сезону відіграв за віденську команду 23 матчі в національному чемпіонаті і своєю грою змусив керівництво «Рапіда» викупити його контракт. Проте наступний сезон, який Прагер відіграв за «Рапід» вже на умовах повноцінного контракту, виявився менш вдалим для гравця і 2013 року він продовжив виступи у нижчоліговому віденському клубі «Вінер-Вікторія».
2014 року став гравцем кіпрського клубу «Етнікос» (Ахнас).

## Виступи за збірну
2006 року дебютував в офіційних матчах у складі національної збірної Австрії. Відтоді провів у формі головної команди країни 14 матчів, забивши 1 гол.